# راسیم آبوشف
راسیم آبوشف (انگلیسی: Rasim Abushev؛ زادهٔ ۱۵ اکتبر ۱۹۶۳) بازیکن فوتبال اهل جمهوری آذربایجان است.
از باشگاه‌هایی که در آن بازی کرده‌است می‌توان به باشگاه فوتبال خزر لنکران، باشگاه فوتبال نفتچی باکو، باشگاه فوتبال دینامو جی‌تی‌سی استاوروپول، باشگاه فوتبال دینامو استاوروپول، و باشگاه فوتبال قره‌باغ اشاره کرد.
وی همچنین در تیم ملی فوتبال جمهوری آذربایجان بازی کرده‌است.